# Liste der Baudenkmäler in Mitterfels
Auf dieser Seite sind die Baudenkmäler in dem niederbayerischen Markt Mitterfels zusammengestellt. Diese Tabelle ist eine Teilliste der Liste der Baudenkmäler in Bayern. Grundlage ist die Bayerische Denkmalliste, die auf Basis des Bayerischen Denkmalschutzgesetzes vom 1. Oktober 1973 erstmals erstellt wurde und seither durch das Bayerische Landesamt für Denkmalpflege geführt wird. Die folgenden Angaben ersetzen nicht die rechtsverbindliche Auskunft der Denkmalschutzbehörde.
 Die Liste gibt den Fortschreibungsstand vom 3. Juli 2018 wieder und umfasst einundzwanzig Baudenkmäler.

## Baudenkmäler nach Ortsteilen

### Mitterfels
| Lage                             | Objekt                                      | Beschreibung | Akten-Nr.     | Bild                                  |
| -------------------------------- | ------------------------------------------- | --- | ------------- | ------------------------------------- |
| Burgstraße 1 (Standort)          | Ehemaliges Pflegerhaus                      | Walmdachbau, 18. Jahrhundert | D-2-78-151-1  | weitere Bilder                        |
| Burgstraße 2 (Standort)          | Ehemaliges Schloss                          | Reste einer mittelalterlichen Anlage mit ehemals ausgedehnter Befestigung, Gefängnisbau im nordwestlichen Zwinger, 17./18. Jahrhundert, im 19. Jahrhundert verändert; Brücke zu drei Jochen, Quadermauerwerk, bezeichnet 1791         | D-2-78-151-2  | weitere Bilder                        |
| Burgstraße 3 (Standort)          | Katholische Kirche St. Georg                | Zentralisierende Anlage mit dreikonchenartigem Chor, 1733; mit Ausstattung | D-2-78-151-3  | weitere Bilder                        |
| Burgstraße 6 (Standort)          | Pfarrhaus                                   | Bau mit flachem Walmdach und Putznuten am Erdgeschoss, um 1830/40 | D-2-78-151-4  | Pfarrhaus                             |
| Burgstraße 9 (Standort)          | Portalumrahmung aus Haustein                | Bezeichnet mit 1831; am Gasthaus | D-2-78-151-5  | Portalumrahmung aus Haustein          |
| Burgstraße 20 (Standort)         | Ehemalige Kastensölde, heute Wohnhaus       | Zweigeschossiger, verputzter Blockbau mit Halbwalmdach, 1548 (dendro. dat.), Überformungen wohl im 18. Jahrhundert | D-2-78-151-6  | Ehemalige Kastensölde, heute Wohnhaus |
| Burgstraße 21 (Standort)         | Gasthaus Felsenkeller                       | Zweigeschossiger Giebelbau mit Krüppelwalmdach, Seitenflügel mit Erdgeschossarkaden und Rundturm mit Haube, 1892 | D-2-78-151-7  | Gasthaus Felsenkeller                 |
| Burgstraße 37 (Standort)         | Ehemaliges Bauernhaus, sogenannte Hiensölde | Eingeschossiger verputzter Blockbau mit Kniestock und mittelsteilem Satteldach, Erdgeschoss 1436 (dendrochronologisch datiert), Kniestock 1617 (dendrochronologisch datiert), Erweiterung und Dach 1865 (dendrochronologisch datiert) | D-2-78-151-9  | weitere Bilder                        |
| Straubinger Straße 58 (Standort) | Katholische Friedhofskapelle St. Josef      | Erbaut 1861; mit Ausstattung | D-2-78-151-10 | weitere Bilder                        |

### Aichmühl
| Lage                   | Objekt     | Beschreibung        | Akten-Nr.     | Bild       |
| ---------------------- | ---------- | ------------------- | ------------- | ---------- |
| in Aichmühl (Standort) | Hofkapelle | Bezeichnet mit 1810 | D-2-78-151-12 | Hofkapelle |

### Hinterbuchberg
| Lage                        | Objekt                | Beschreibung | Akten-Nr.     | Bild |
| --------------------------- | --------------------- | --- | ------------- | ---- |
| Hinterbuchberg 7 (Standort) | Bauernhaus            | Eineinhalbgeschossig mit Blockbau-Kniestock, im Kern Anfang 19. Jahrhundert                                                            | D-2-78-151-14 | BW   |
| Hinterbuchberg 8 (Standort) | Ehemaliges Bauernhaus | Verputzter, am Kniestock offener Blockbau, Anfang 19. Jahrhundert; nicht nachqualifiziert, im Bayerischen Denkmal-Atlas nicht kartiert | D-2-78-151-15 | BW   |

### Höllmühl
| Lage                  | Objekt        | Beschreibung                                                                       | Akten-Nr.     | Bild          |
| --------------------- | ------------- | ---------------------------------------------------------------------------------- | ------------- | ------------- |
| Höllmühl 1 (Standort) | Ausnahmshäusl | Mit Blockbau-Obergeschoss, verbrettertem Traufschrot und Jahreszahl 1720 im Giebel | D-2-78-151-16 | Ausnahmshäusl |

### Kreuzkirchen
| Lage                      | Objekt             | Beschreibung                                                 | Akten-Nr.     | Bild       |
| ------------------------- | ------------------ | ------------------------------------------------------------ | ------------- | ---------- |
| Kreuzkirchen 1 (Standort) | Bauernhaus         | Zum Teil Blockbau, Erdgeschoss verputzt, bezeichnet mit 1787 | D-2-78-151-17 | Bauernhaus |
| Kreuzkirchen 7 (Standort) | Hierzu Traidkasten | In Blockbau, 1. Hälfte 19. Jahrhundert                       | D-2-78-151-18 | BW         |

### Scheibelsgrub
| Lage                        | Objekt               | Beschreibung                                                                            | Akten-Nr.     | Bild               |
| --------------------------- | -------------------- | --------------------------------------------------------------------------------------- | ------------- | ------------------ |
| Scheibelsgrub 21 (Standort) | Inschrift an der Tür | Bezeichnet mit 1841 nicht nachqualifiziert, im Bayerischen Denkmal-Atlas nicht kartiert | D-2-78-151-20 | BW                 |
| Scheibelsgrub 30 (Standort) | Hierzu Traidkasten   | Blockbau, bezeichnet mit 1830                                                           | D-2-78-151-21 | Hierzu Traidkasten |

### Talmühle
| Lage                  | Objekt                    | Beschreibung | Akten-Nr.     | Bild                      |
| --------------------- | ------------------------- | --- | ------------- | ------------------------- |
| Talmühle 2 (Standort) | Wohnhaus, ehemalige Mühle | Blockbau-Obergeschoss, angeblich 1661 erbaut und 1811 erneuert, an der Traufseite bemalte Laube im Heimatstil, Anfang 20. Jahrhundert | D-2-78-151-22 | Wohnhaus, ehemalige Mühle |

### Vorderbuchberg
| Lage                        | Objekt  | Beschreibung                                           | Akten-Nr.     | Bild           |
| --------------------------- | ------- | ------------------------------------------------------ | ------------- | -------------- |
| Vorderbuchberg 1 (Standort) | Kapelle | Bezeichnet mit 1839; mit Ausstattung und Totenbrettern | D-2-78-151-23 | weitere Bilder |

## Ehemalige Baudenkmäler
In diesem Abschnitt sind Objekte aufgeführt, die früher einmal in der Denkmalliste eingetragen waren, jetzt aber nicht mehr. Objekte, die in anderem Zusammenhang also z. B. als Teil eines Baudenkmals weiter eingetragen sind, sollen hier nicht aufgeführt werden. Aktennummern in diesem Abschnitt sind ehemalige, jetzt nicht mehr gültige Aktennummern.

| Lage                           | Objekt      | Beschreibung                                  | Akten-Nr.     | Bild |
| ------------------------------ | ----------- | --------------------------------------------- | ------------- | ---- |
| Neumühle Neumühle 1 (Standort) | Waldlerhaus | Mit halbiertem Schrot, Anfang 19. Jahrhundert | D-2-78-151-19 | BW   |

## Abgegangene Baudenkmäler
In diesem Abschnitt sind Objekte aufgeführt, die früher einmal in der Denkmalliste eingetragen waren, jetzt aber nicht mehr existieren, z. B. weil sie abgebrochen wurden. Aktennummern in diesem Abschnitt sind ehemalige, jetzt nicht mehr gültige Aktennummern.

| Lage                           | Objekt                         | Beschreibung                                                     | Akten-Nr.     | Bild                           |
| ------------------------------ | ------------------------------ | ---------------------------------------------------------------- | ------------- | ------------------------------ |
| Englberg Englberg 2 (Standort) | Hierzu stattlicher Traidkasten | Auf Bruchsteinunterbau mit Steilsatteldach, noch 17. Jahrhundert | D-2-78-151-13 | Hierzu stattlicher Traidkasten |